# Río Queriendo
El río Queriendo es un curso fluvial de Cantabria (España) perteneciente a la cuenca hidrográfica del Saja-Besaya; es afluente del río Argonza, al cual se une cerca de Bárcena Mayor, y por tanto subafluente del Saja (uniéndose cerca de Correpoco). Tiene una longitud de 10,109 kilómetros, con una pendiente media de 6,3º. Nace en el puerto de Palombera, creando un profundo barranco cubierto por extensos bosques.
Su curso divide los Montes de Bárcena Mayor (o Sierra de Bárcena Mayor) en dos submacizos: el Cordal de Tambuey a la izquierda y el Cordal Abedules-Ropero a la derecha.
Constituye un coto de pesca desde su nacimiento hasta Puente Bujén.